# GNR - Grandes Êxitos EMI Gold
Grandes Êxitos é uma compilação da banda portuguesa GNR, lançada em 2008. Apesar disso, a coletânea conta apenas com canções lançadas nos primeiros anos de vida do grupo.

## Faixas
| N.º | Título                         | Duração |  |
| 1.  | "Dunas"                        | 3:32    |  |
| 2.  | "Espelho Meu"                  | 3:42    |  |
| 3.  | "Portugal na CEE"              | 3:35    |  |
| 4.  | "Made in Oporto"               | 3:27    |  |
| 5.  | "I Don't Feel Funky (Anymore)" | 3:31    |  |
| 6.  | "Apartheid Hotel"              | 3:53    |  |
| 7.  | "Sentidos Pêsames"             | 3:53    |  |
| 8.  | "O Slow que Veio do Frio"      | 4:11    |  |
| 9.  | "Dupond & Dupont"              | 4:38    |  |
| 10. | "Muçulmania"                   | 4:44    |  |
| 11. | "Pershingópolis"               | 3:58    |  |
| 12. | "Agente Único"                 | 3:05    |  |
| 13. | "Sete Naves"                   | 4:24    |  |
| 14. | "Piloto Automático"            | 3:09    |  |